# インデペンデンス (カリフォルニア州)
インデペンデンス（英: Independence）は、アメリカ合衆国カリフォルニア州の国勢調査指定地域（CDP）。インヨー郡の郡庁所在地である。インヨー郡の最大都市ビショップの南東66キロメートルに位置している。標高は1198メートルである。人口は2000年に574人だったが、2010年には669人に増加した。

## 歴史

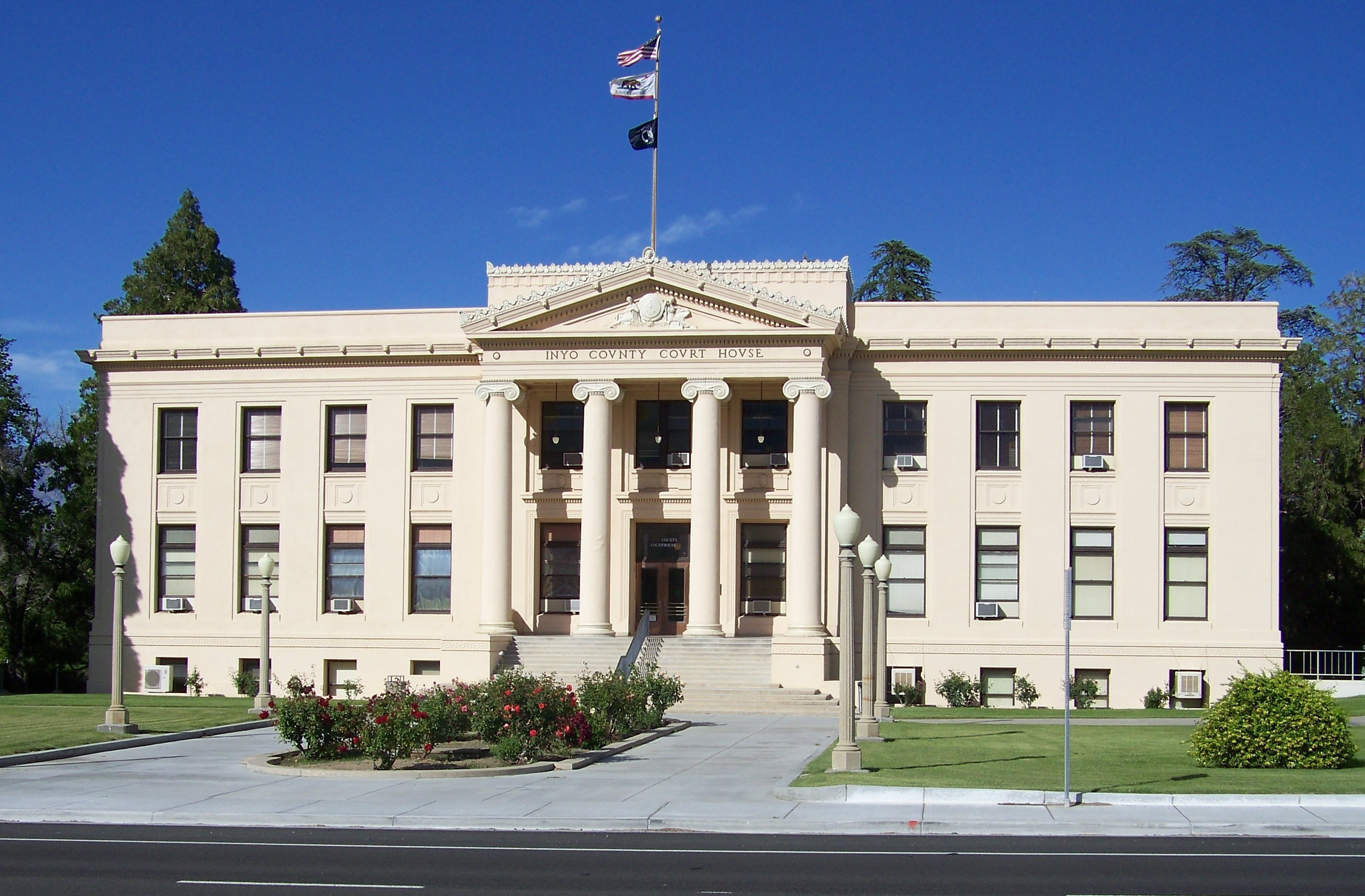
インデペンデンスにあるインヨー郡庁舎

1861年にチャールズ・パットナムがインデペンデンスとなった地に交易拠点を設立した。そこはパットナムズと呼ばれ、後にリトルパイン・クリークがあったことからリトルパインと呼ばれた。
インデペンデンスは1862年7月4日（アメリカ独立記念日）にジョージ・S・エバンス中佐が設立したアメリカ陸軍のキャンプ・インデペンデンスとして始まった。そこは現在の町から2マイル (3 km) 北にあった。エバンス中佐はインディアンの敵対心を恐れた土地の開拓者からの要請でこのキャンプを設立した。このキャンプは間もなく閉鎖されたが、インディアンの敵対が再開した1865年にインデペンデンス砦として再建された。この砦は最終的に1877年に廃棄され、現在はインディアン居留地になっている。
インデペンデンスの町は19世紀後半にインヨー郡の郡庁所在地になった。その候補地の最大の競争相手はキアサージと呼ばれるキャンプだったが、雪崩で町が消失した。
インデペンデンスで最初の郵便局は1866年に開局した。

## 地理

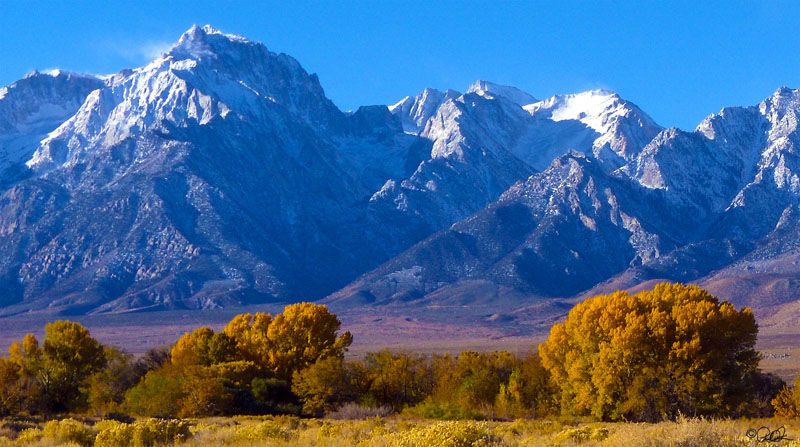
ウィリアムソン山、標高14,375フィート (4,382 m)、ジョン・ミューア原生地の中でも見事な山の1つ、インデペンデンス空港から撮影
Paul Fretheim撮影

インデペンデンスの小さな町はオーエンズヴァレーを南北に貫く幹線道路アメリカ国道395号線で2分されている。
多くの特に海外からの旅行者はラスベガス、デスヴァレー国立公園、オーエンズヴァレー、ホイットニー山およびヨセミテ国立公園を旅程に組んでアメリカ合衆国西部を旅することが多い。アメリカ国道395号線はこの旅程の重要な一部になっている。インデペンデンスはアメリカ国道395号線に沿って、デスヴァレーからヨセミテに至る工程のほぼ中間、シエラネバダ山脈の最も景観の優れた部分の麓にある。
ロサンゼルス市がウィリアム・マルホランドの指示で、20世紀の始めの20年間にオーエンズヴァレーの私有資産の大半を購入し、それ以降の開発を制限した。その資産はその後の水利権を獲得するために購入されたのであり、清澄で水晶のように透明な水はシエラネバダ山脈の雪解け水が流れ落ちたもので、水をロサンゼルス市まで運ぶロサンゼルス上水路に導かれた。ロサンゼルス市は水が得られる原始の環境を維持したいと考えたので、オーエンズヴァレーの川床の広大な解放空間は、国立公園や鳥獣保護区として管理されるかのように開発を止められ保存されている。
オーエンズヴァレーは多くの面で特別である。両側に14,000フィート (4,267 m) 級の山々が聳え、北アメリカでも最も深い谷である。例えばグランドキャニオンの深さの2倍ある。シエラネバダ山脈の東側の崖は地球上で最も印象的で美しい山並みの1つと広く認識されている。オーエンズヴァレーは世界中の景色の良い谷の中でもおそらく最も人に汚されず開発されていない谷である。
西側のシエラネバダ山脈はジョン・ミューア原生地の中にある。この原生地に入る主要ルートの1つであるオニオン・バレーはインデペンデンスから出て直ぐ西に向かうオニオン・バレー道路を経由して行くことができる。
メキシコ国境からカナダ国境までシエラネバダ山脈とカスケード山脈にそって繋がる全長2,650マイル (4,240 km) のパシフィック・クレスト・トレイルを歩くハイカーにとってはインデペンデンスが人気のある補給地点になっている。このトレイルの最高地点は標高13,153フィート (4009 m) のフォレスター峠であり、インデペンデンスの直ぐ西にある。

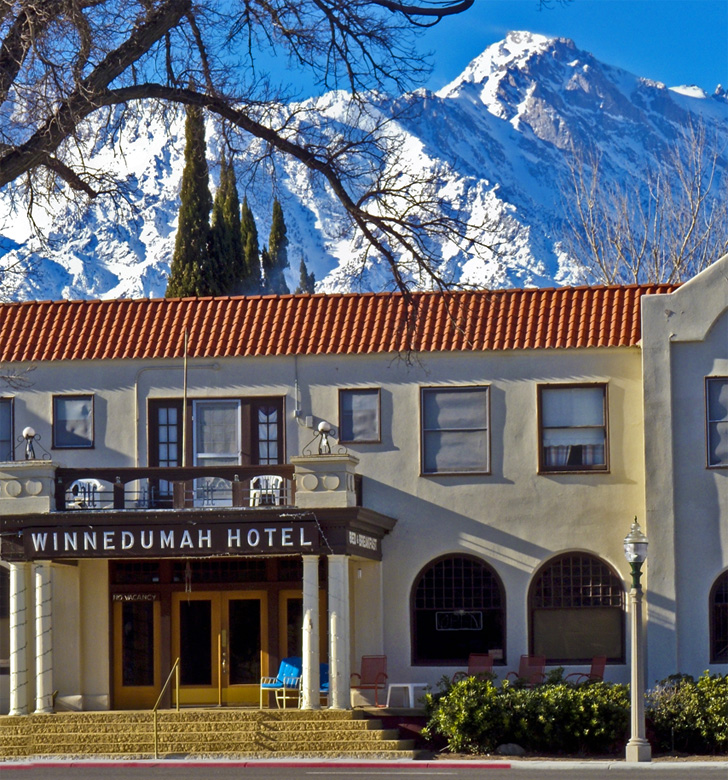
ウィネデュマー・ホテル、インデペンデンスに補給のために降りてきたトレッカーにとって人気のある休憩所となっている
Paul Fretheim撮影

インデペンデンスは北緯36度48分10秒 西経118度12分00秒 / 北緯36.80278度 西経118.20000度に位置する。アメリカ合衆国国勢調査局に拠れば、市域全面積は4.0平方マイル (10.4 km2)であり、全て陸地である。
インデペンデンスの標高は3,925フィート (1196 m) である。

## 気候
インデペンデンスはオーエンズヴァレーの他の土地と同様、高山砂漠気候にあり、夏は暑く、冬は寒い。1月の平均最高気温は 54.0°F(12.2℃)、最低気温は 27.4°F(−2.6℃) である。7月の平均最高気温は 97.6°F(36.4℃)、最低気温は 63.9°F(17.7℃) である。年間平均で 90°F(32℃) を上回る日は97.7日、32°F(0℃) を下回る日は88.1日ある。過去最高気温は1989年7月7日の 114°F(46℃)、最低気温は1937年1月9日の −5°F(−21℃) である。
年間平均降水量は5.82インチ (148 mm) である。1ヶ月間の降水量が最も多かったのは1966年2月の23.90インチ (607 mm)、24時間雨量で最も多かったのは1966年12月6日の5.72インチ (145 mm) だった。降雪量は年によって変化があり、年間平均降雪量はわずか5.2インチ (13 cm) である。1ヶ月間の降雪が最も多かったのは1904年2月の112.0インチ (284 cm) だった。

## 博物館
東部カリフォルニア博物館; 広範な収集品、展示およびプログラムがある。インデペンデンスの北グラント通り155にある。
『The Land of Little Rain』の著者メアリー・オースティンの家がマーケット通り235の博物館として保存されている。

## 人口動態

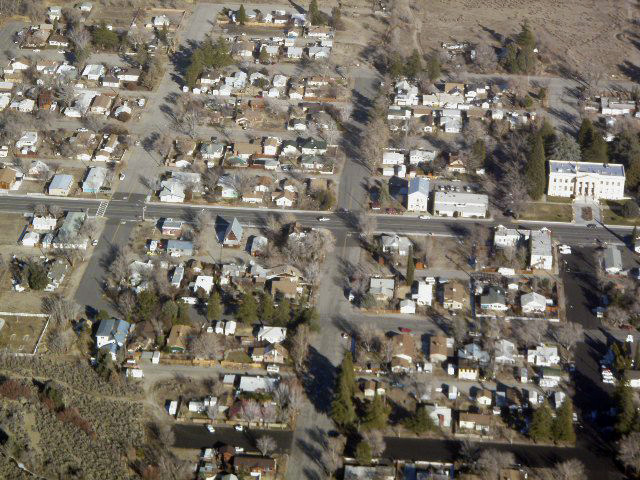
インデペンデンスの町の空中写真
Ben Jones, MD撮影

以下は2000年国勢調査の人口統計データである。
| 基礎データ - 人口: 574人 - 世帯数: 272世帯 - 家族数: 161家族 - 人口密度: 55.4人/km2（143.6人/mi2） - 住居数: 342軒 - 住居密度: 33.0軒/km2（85.6軒/mi2） 人種別人口構成 - 白人: 88.9% - ネイティブ・アメリカン: 3.5% - アジア人: 0.7% - 太平洋諸島系: 0.9% - その他の人種: 3.3% - 混血: 2.8% - ヒスパニック・ラテン系: 7.1% 年齢別人口構成 - 18歳未満: 22.1% - 18-24歳: 4.5% - 25-44歳: 20.9% - 45-64歳: 30.8% - 65歳以上: 21.6% - 年齢の中央値: 46歳 - 性比（女性100人あたり男性の人口） - 総人口: 88.2 - 18歳以上: 85.5 | 世帯と家族（対世帯数） - 18歳未満の子供がいる: 23.2% - 結婚・同居している夫婦: 49.6% - 未婚・離婚・死別女性が世帯主: 7.0% - 非家族世帯: 40.8% - 単身世帯: 35.7% - 65歳以上の老人1人暮らし: 18.0% - 平均構成人数 - 世帯: 2.11人 - 家族: 2.72人 収入と家計 - 収入の中央値 - 世帯: 37,500米ドル - 家族: 45,781米ドル - 性別 - 男性: 41,736米ドル - 女性: 29,688米ドル - 人口1人あたり収入: 20,535米ドル - 貧困線以下 - 対人口: 6.0% - 対家族数: 4.2% - 18歳未満: 7.0% - 65歳以上: 7.4% |

## 政治
カリフォルニア州議会では、上院の第18および下院の第18選挙区に属している。連邦議会下院ではカリフォルニア州第25選挙区に属し、クック投票動向指数では共和党+7となっている。2010年時点ですべて共和党議員が務めている。

## 大衆文化
インデペンデンスは、マイケル・リチャーズとジェフ・ダニエルズが出演した1997年の映画『Trial and Error』のロケ現場となった。2000年の映画『60セカンズ』や『Daft Punk's Electroma』の一部もインデペンデンスで撮影された
アメリカ合衆国南西部全体の国立公園や観光案内所で販売されている360度パノラマ写真を収めた解説付きDVDシリーズはインデペンデンスの Inyo Pro が出版している。これには解説製品に仮想現実写真を使った世界的に認められる写真家ポール・フレットハイムの景観写真が収められている。
1996年のペプシコーラのコマーシャルもインデペンデンスで撮影された。これでは5頭の大人の灰色熊が「その最も緊急に必要なものを叫び」、YMCAの歌に合わせて"P-E-P-S-I" のダンスを踊る（右の動画を参照）。